# Федеральный экологический оператор
Федеральное государственное унитарное предприятие «Федеральный экологический оператор» (ФЭО) — специализированная организация, занимающаяся обращением с отходами любых видов и классов опасности в России. Федеральный оператор по обращению с отходами I—II классов. Входит в состав Госкорпорации «Росатом».

## История создания
В 2008 году на базе Ленинградского специализированного комбината «Радон» было создано ФГУП «РосРАО», включившее в себя 15 спецкомбинатов «Радон», переданных ранее под управление Госкорпорации «Росатом».
В 2009 году в состав «РосРАО» вошли площадка Кирово-Чепецкого химкомбината им. Б. П. Константинова и пункты хранения РАО в г. Сергиев Посад Московской области («МосРадон»).
В 2009 году «РосРАО» распоряжением Правительства РФ включено в перечень стратегических предприятий и организаций (№ 324).
В 2011 году ФГУП «СевРАО» и ФГУП «ДальРАО» стали филиалами ФГУП «РосРАО».
В ноябре 2019 года Правительство РФ назначило предприятие федеральным оператором по обращению с отходами I—II классов.
В апреле 2020 года ФГУП «РосРАО» было переименовано в ФГУП «ФЭО»..
По состоянию на 2021 год в структуру компании также входят два экотехнопарка:
- «Щучье» (Щучье (Курганская область), на территории бывшего Щучанского завода по уничтожению химического оружия)[8]
- «Михайловский» (Михайловский (Саратовская область), на территории бывшего завода по уничтожению химического оружия Горный)[9].

В 2022 году к ним планируют присоединить ещё два экотехнопарка: в Камбарке и «Марадыковский» (Мирный (Оричевский район), на территории бывшего Марадыковского химического арсенала).
К 2023 году в состав ФГУП должны войти бывшие заводы по обезвреживанию химоружия для перепрофилирования на переработку отходов.

## Деятельность
Предприятие осуществляет деятельность по комплексному обращению с радиоактивными отходами, их ликвидации, реабилитации и радиологическому мониторингу территорий России.
Предприятие является участником двух федеральных проектов в составе национального проекта «Экология» — «Инфраструктура для обращения с отходами I—II классов» и «Чистая страна». В рамках реализации проекта «Инфраструктура для обращения с отходами I—II классов» ФЭО создаёт комплексную систему обращения с отходами I—II классов на территории России, в рамках реализации проекта «Чистая страна» — осуществляет проекты по рекультивации объектов накопленного экологического вреда окружающей среде в г. Челябинске, на полигоне «Красный Бор» в Ленинградской области, на территории г. Усолье-Сибирское в Иркутской области и на территории Байкальского целлюлозно-бумажного комбината в Иркутской области.
В состав ФГУП «ФЭО» входит 10 филиалов, управляющих деятельностью 19 отделений на территории России.
В 2019 году государством было принято решение о создании промышленных мощностей по переработке отходов (I и II классов) и единой государственной информационной системы учёта и контроля за обращением с ними. Руководителем проекта назначена госкорпорация «Росатом», федеральным оператором по обращению с отходами стало предприятие Госкорпорации «Росатом» ФГУП «Федеральный экологический оператор». Движение отходов от источника их образования до места переработки будет контролировать в онлайн-режиме программный продукт ФГИС ОПВК.
В декабре 2021 года появилась информация о планах ФГУП «ФЭО» начать единолично собирать бытовые батарейки у населения. На совещании в Минприроды поступило предложение лишить импортеров права собирать, транспортировать и утилизировать батарейки. Кроме того, ФЭО предложил обязать магазины получать паспорта опасности на контейнеры с батарейками. Однако позже федеральный оператор заверил, что компании, которые самостоятельно организуют сбор и утилизацию батареек, продолжат свою деятельность, но должны будут представлять информацию в онлайн-систему ФЭО.
С 1 марта 2022 года на территории Российской Федерации вступили в силу правила обращения с отходами I и II классов, в соответствии с которыми отходообразователи, не имеющие собственных мощностей по обращению с отходами данных классов, обязаны передавать их федеральному оператору, заключая с ним соответствующий договор. К отходам I—II классов относятся смеси неорганических солей, оксидов, гидроксидов, кислот (отходы металлургических, обрабатывающих, машиностроительных отраслей), ртутьсодержащие отходы (ртутные лампы и градусники, а также промышленные отходы, содержащие ртуть); отходы, содержащие органические компоненты.
Также с 1 марта 2022 года ФЭО стал единым оператором по обращению с токсичными отходами (включая свинцово-кислотные аккумуляторы, батарейки, кислоты). Компания может возить и перерабатывать отходы сама или привлекать других операторов. Выбирать оптимальный способ транспортировки и переработки отходов в рамках тарифа ФЭО будет на торгах.

## Генеральный директор
- Погодин Максим Сергеевич (И.о., 2022— по н. в.)[29]
- Сиденко Константин Семенович (2020—2022)[30]
- Лузин Владимир Иосифович (2013—2019)[31].
- Вотяков Алексей Анатольевич (200?—2013)
- Сиротинин Валерий Николаевич[32].